# Gordon Neufeld

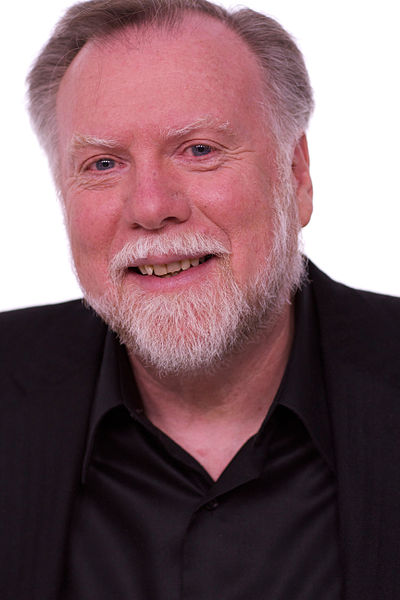
Gordon Neufeld

Gordon Neufeld (* 1946) ist ein kanadischer Entwicklungspsychologe und Autor des Buches Hold on to Your Kids: Why Parents Need to Matter More Than Peers, (Ko-Autor mit dem kanadischen Arzt Gabor Maté), das bereits in zehn Sprachen übersetzt wurde (deutsche Ausgabe Unsere Kinder brauchen uns!). Der Neufeldansatz (sein bindungsbasiertes Entwicklungsmodell) beruht auf der Bindungstheorie von John Bowlby. Neufeld entwickelte eine Theorie der Bindung, die sechs Stufen in der Entwicklung der Beziehungsfähigkeit beinhaltet, das Konstrukt der Polarisierung, das sowohl Scheu als auch defensive Bindungsabwehr erklärt. Sein Bindungsmodell ist universal und lässt sich auf Erwachsene ebenso anwenden wie auf Kinder und in der Schule ebenso wie zu Hause.
Neufeld ist auch der Begründer des Neufeld Institutes in Vancouver, British Columbia, Kanada. Das Institut bietet Fortbildungen und Trainings für Eltern und beruflich mit Kindern Tätige, sowohl durch persönliche Selbststudium-Programme als durch Präsentationen, Seminare und Kurse, darunter auch Videokurse. Die Fakultät des Neufeld Institutes umfasst gegenwärtig die Sprachen Englisch, Französisch, Deutsch, Spanisch, Hebräisch, Schwedisch und Russisch.